# Jindřich Halabala
Jindřich Halabala (24. května 1903 Koryčany – 18. listopadu 1978 Brno) byl český nábytkový designér, teoretik, publicista a pedagog. Proslavily ho především návrhy stylového nábytku pro brněnské UP závody v letech 1925 až 1955, kde pracoval jako hlavní designér. Díky této pozici zásadně ovlivnil vzhled meziválečných a poválečných českých domácností.

## Život
Jindřich Halabala se narodil 24. května 1903 v Koryčanech do rodiny stolaře Štěpána Halabaly (* 1868) a Hedviky, roz. Liškové (* 1882). V rodinné firmě se mezi lety 1918 a 1920 naučil stolařskému řemeslu. Poté nastoupil na Státní československou odbornou školu pro zpracování dřeva ve Valašském Meziříčí, kterou ukončil o dva roky později. Po škole nastoupil na praxi do Spojených UP závodů, kde se seznámil s jejich zakladatelem Janem Vaňkem. V roce 1922 zároveň začal studovat architekturu na Uměleckoprůmyslové škole v Praze se specializací na nábytek a interiér u prof. Pavla Janáka. Studium dokončil v roce 1926. Ve stejném roce již vytvořil první návrhy nábytku a koberců. V roce 1927 byl na krátko zaměstnán v ateliéru Bohumila Hübschmanna v Praze, aby v roce 1928 konečně nastoupil do Spojených UP závodů jako vedoucí pražské prodejny v paláci Lucerna. V roce 1927 se Jindřich Halabala oženil s Pavlou Sekerkovou, se kterou měl dva syny; v roce 1929 syna Jindru a v roce 1935 syna Ivana. V roce 1930 byl přeložen do brněnské centrály Spojených UP závodů jako vedoucí ateliéru, kde až do roku 1946 pracoval na různých pozicích (prokurista, ředitel) a zásadně se tak zasloužil o komplexní pojetí výroby, propagace a prodeje. Později se začal zajímat i o předávání svých poznatků dalším generacím a mezi lety 1951 až 1954 externě přednášel na fakultě lesnického a dřevařského inženýrství při VŠPDI v Košicích. V roce 1954 byl jmenován mimořádným (a o rok později i řádným) profesorem a zahájil svoje dlouholeté působení na Dřevařské fakultě Vysoké školy lesnické a dřevařské ve Zvolenu, kde založil a vedl Vědeckovýzkumný ústav. Zde působil až do roku 1970, kdy odešel do důchodu.

## Charakteristika díla
Halabalovo dílo je považováno za spojení mezi inovativním českým kubismem z roku 1910, art decem z počátku dvacátých let a evropským moderním uměním po druhé světové válce. Jeho komerčně úspěšné designy byly silně založeny na designu Bauhausu.
Halabala navrhl celou řadu nábytku, včetně židlí, stolů, příborníků, komod, květinových stojanů, konferenčních stolků a lamp. Obzvláště jeho židle H 79 s rámy z ohýbaných ocelových trubek a křeslo typu H 269 se těšily velké oblibě.

## Publikace
- KUMPÁN, Josef; HALABALA, Jindřich; HANZELKA, Venant. Jak bydleti. [s.l.]: V. Hanzelka, 1932. 44 s.
- HALABALA, Jindřich; POLÁŠEK, Josef. Jak si zařídím byt levně, moderně, hygienicky. [s.l.]: Index, 1935. 133 s.
- Sestavovací nábytek (1940)
- HALABALA, Jindřich. Výroba nábytku. [s.l.]: Státní nakladatelství technické literatury, 1969. 316 s.